# Påskallaviks kyrka
Påskallaviks kyrka är en kyrkobyggnad i Påskallavik, Småland. Kyrkan ligger en dryg mil söder om Oskarshamn och tillhör Döderhults församling i Växjö stift. Utsmyckningen i kyrkan är till största delen verk av skulptören Arvid Källström (1893-1967), vars hem och ateljé låg i Påskallavik.

## Byggnadshistoria
Kyrkan är en vitrappad kyrka av gråsten, bestående av ett rektangulärt långhus, torn och sakristia. Kyrkan är orienterad i nord-sydlig riktning, med koret i söder och huvudentré och vestibul i norr. Tornet står längs med kyrkans västra sida. På östra sidan ligger sakristian, som är relativt stor. Storleken förklaras av att denna del av kyrkan är den först uppförda, som från allra första början, från år 1863, fungerade som gudstjänstlokal. Sakristian fungerade också som skolsal ända fram till 1880. Kyrkans tak torde från början varit spåntäckt men försågs 1886 med tegel. Teglet har vid två tillfällen utbytts, senast 1987. Kyrkans torn höjdes 1897, då en enkel överbyggnad av trä ersattes med murat tegel och försågs med spira. Åtgärden var nödvändig då man införskaffat nya kyrkklockor. Tornet fick 1960 ett nytt kors av förgylld koppar. 
Invändigt täcks kyrkan av ett trätunnvalv, som tillkom 1925, tidigare hade man öppen takstol. Interiören var från början mycket sparsam. Altaret pryddes med ett enkelt kors och ljuskronor saknades helt. Med tiden anskaffades ett par bleckljuskronor, en i långhuset och en i sakristian. I början av 1900-talet inköptes för insamlade medel en mässingskrona från Skultuna bruk. Den är sedan 1925 placerad i sakristian, då man detta år fick fyra nya ljuskronor, som skänktes av den kyrkliga syföreningen och levererades av firma Andersson & Lundgren i Malmö. Den kyrkliga syföreningen hade startats av komminister Josef Hedberg 25 juli 1925. På läktaren fanns från början en 1865 inköpt orgel (nuvarande kororgel). Predikstolen samt bänkarna tillhör också den ursprungliga inredningen. År 1890 uppsattes de första kaminerna i kyrkan, då det tidigare stod oeldat. Kyrkorummet stod sedan oförändrat fram till 1925, då den nuvarande gestaltningen tillkom. 
År 1988 renoverades interiören. De ursprungliga korfönstren togs fram och kyrkans färgsättning fick en varmare ton.

## Historik
Kyrkan började uppföras i början av 1860-talet. Kyrkogården invigdes i november 1862. Den första att begravas här var Erik L. Callerströms dotter Anna, som endast blev 11 dagar gammal. På Kyrkogården finns gravstenar som är daterade till 1850-talet, men dessa tros vara hitflyttade i senare tid. Det var brukspatron Nils Callerström som tog initiativ till byggandet och också bekostade projektet tillsammans med ortsborna som alla bidrog till kyrkbygget, både med byggnadsmaterial och dagsverken. Den 6 november 1865 "förärade" Callerström kyrkan och kyrkogården till Påskallaviks köping. Eftersom kyrkbygget var grundat på  privat initiativ, och inte planerat av Döderhults församling, saknas officiellt fastställda byggnadsritningar och kungligt byggnadstillstånd. Ännu 1925, när frågan om restaurering förelades myndigheterna, kände man på kungliga byggnadsstyrelsen inte till kyrkan. Fornforskaren Eric Ihrfors, som 1890 besökte Döderhult, skriver i sina anteckningar: "Enligt sägen skall ritningen till kapellet wara uppgjord af anläggarens dotter, strukturen utvisar äfven att ingen fackman haft sin hand med; ty byggnadens still skulle bedraga en åskådare att tro den vara ett århundrade äldre." Över torndörren läses årtalet 1862, vilket torde markera tidpunkten för kyrkobyggets start. Redan 1860 hade förberedelser gjorts i form av borrning och sprängning, Ihrfors skriver "Bygget har till största delen bekostats av "den i alla afseende aktingswärde patrioten handlanden och jordägaren Nils Callerström." 
Eftersom Påskallaviks kyrka saknade offentlig status, var man tvungen att ansöka hos kungl Maj:t om dess nyttjande som gudstjänstlokal. Ett medgivande fick man därifrån 12 januari 1866. När det gäller kyrkans invigning råder det skilda meningar. Prosten Jonas Arbman, kyrkoherde i Döderhult 1886-1918, hävdade vid Ihrfors besök att ingen invigning skett. Biskop Sjöbrings "clerus calmarensis" uppger, att kapellet - som man länge kallade kyrkan - invigdes av prosten Carlstedt, vilket är det sannolika. Jonas Carlstedt (1806-1883) teol dr, kontraktsprost var kyrkoherde i Döderhult 1848-1883, alltså när kyrkan tillkom. From 1 maj 1873 tillkom det, enligt reglemente, prästerna i Döderhult att varannan söndag förrätta gudstjänst i Påskallaviks kyrka och att där hålla nattvardsgång tre gånger per år. Den 1 maj 1923 blev Påskallavik ett eget kyrkobokföringsdistrikt och komministern i församlingen blev stationerad där. 

## Inventarier

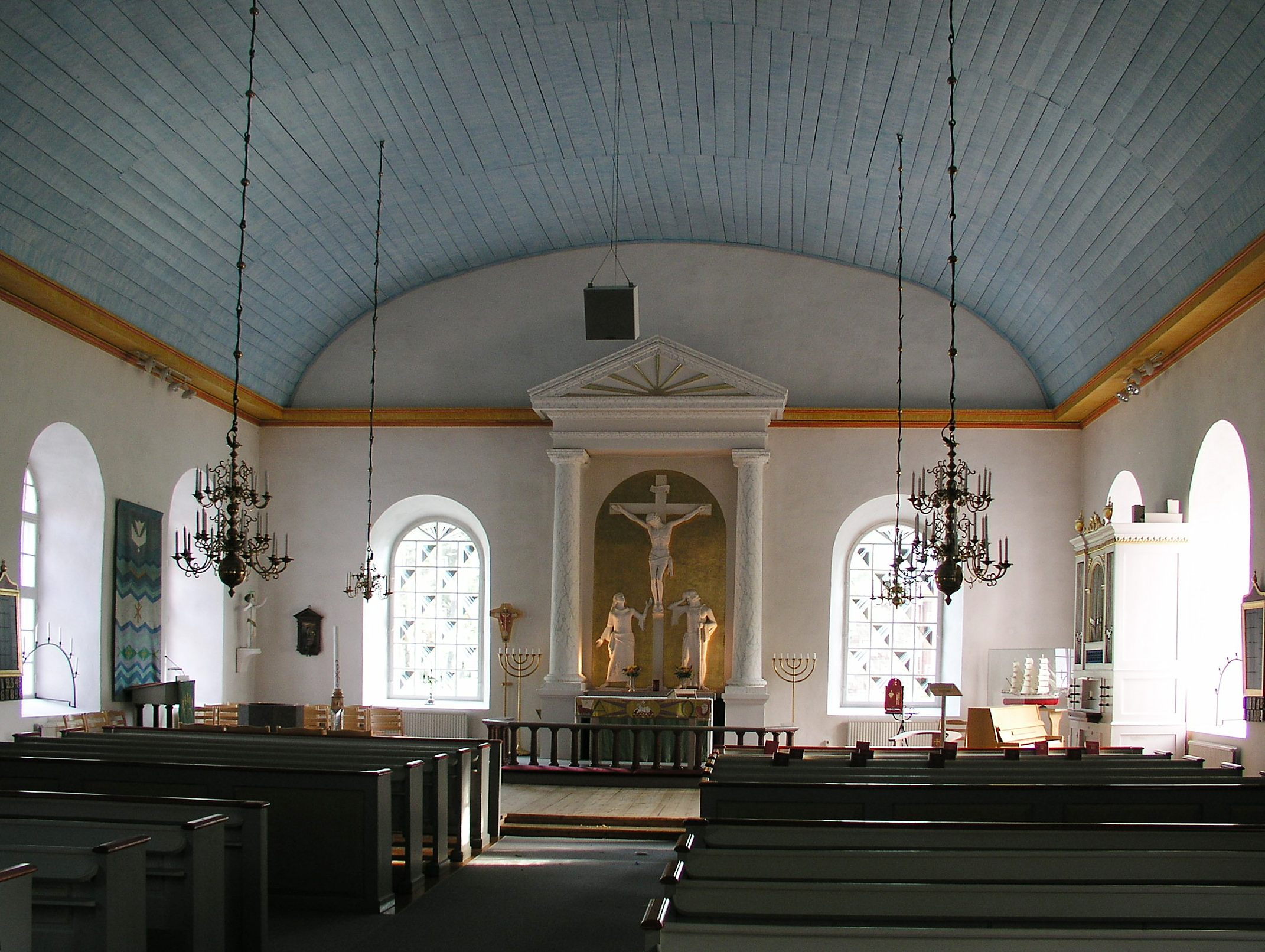
Koret med altare, ambo och kororgel
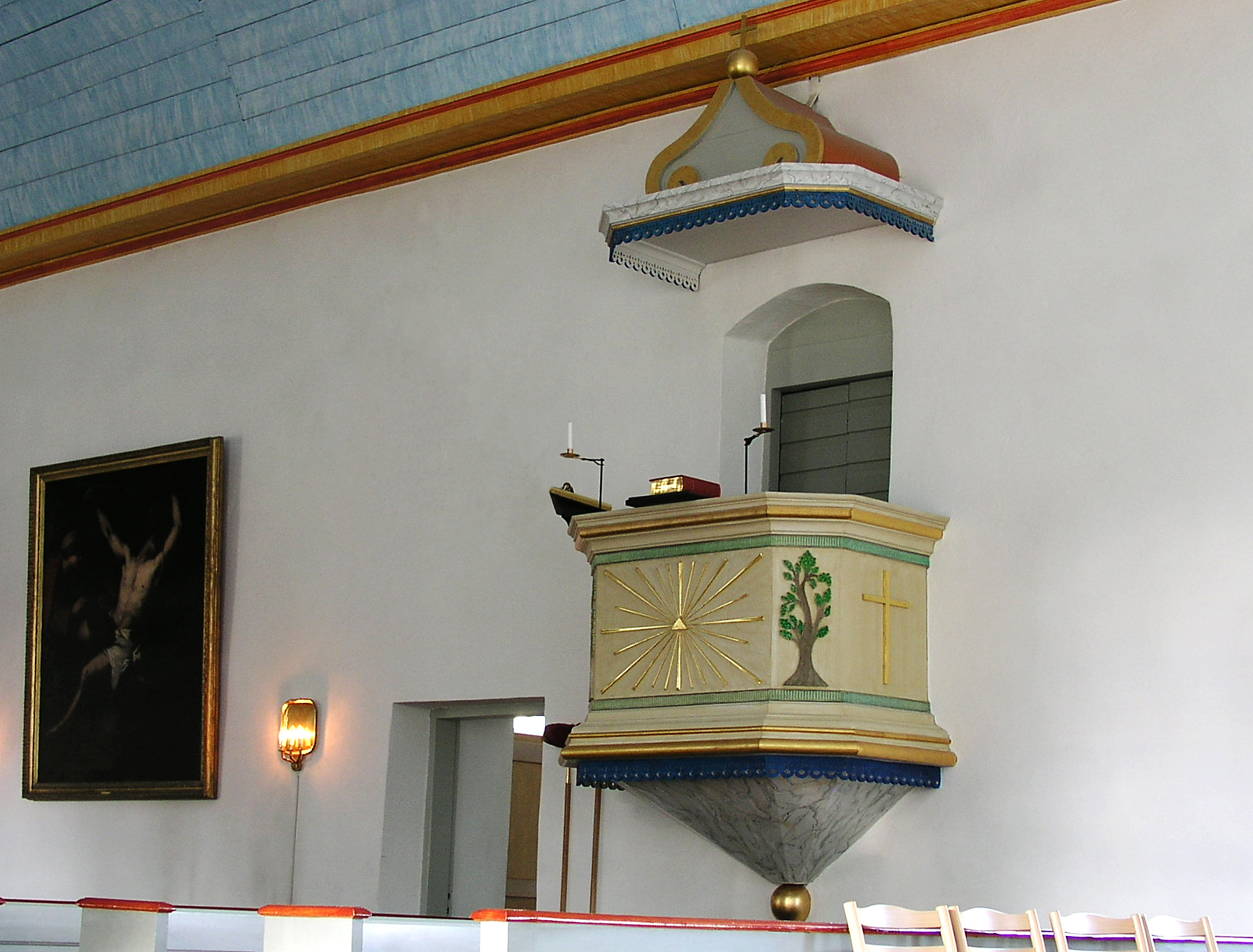
Predikstol
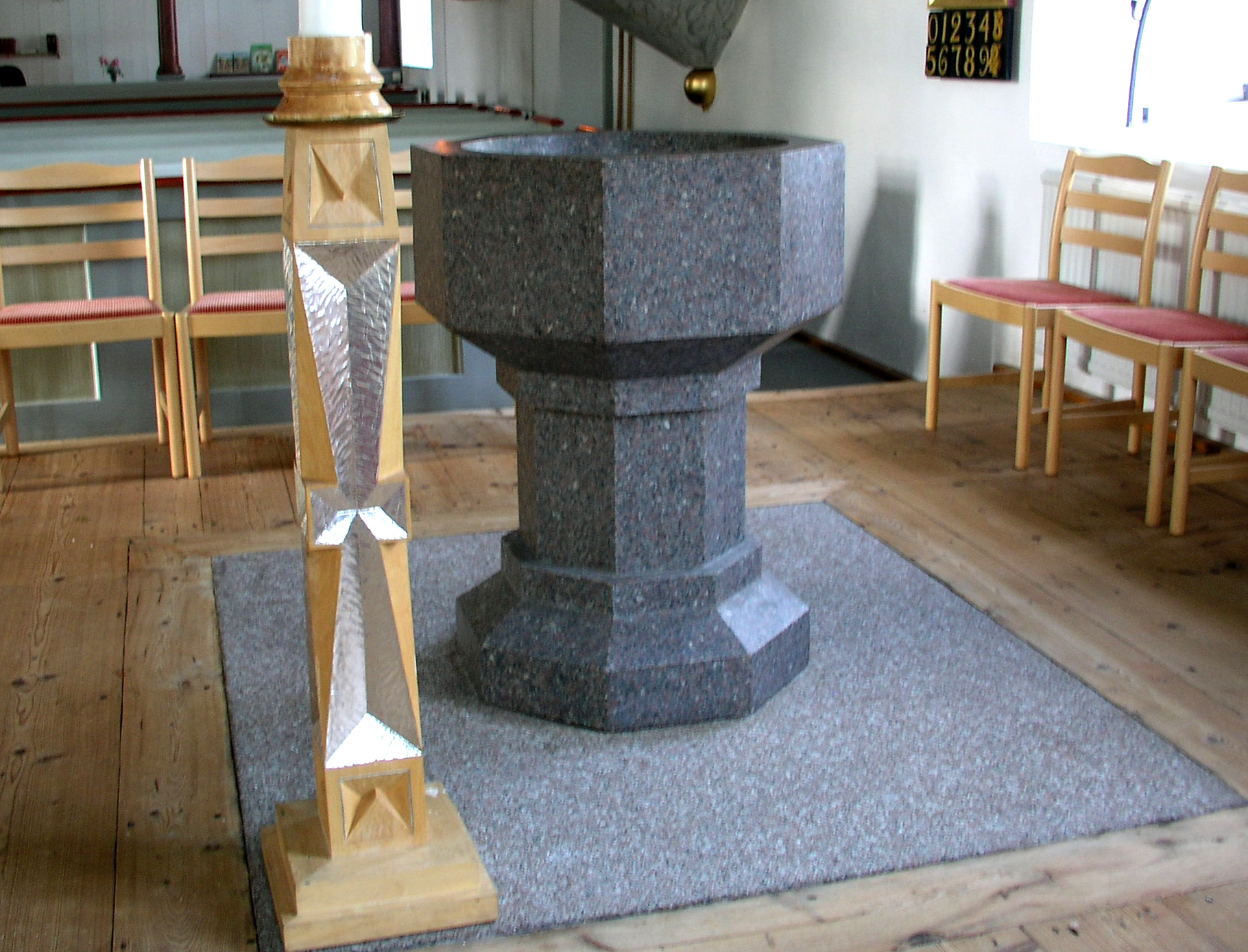
Dopfunt i röd granit från 1925.
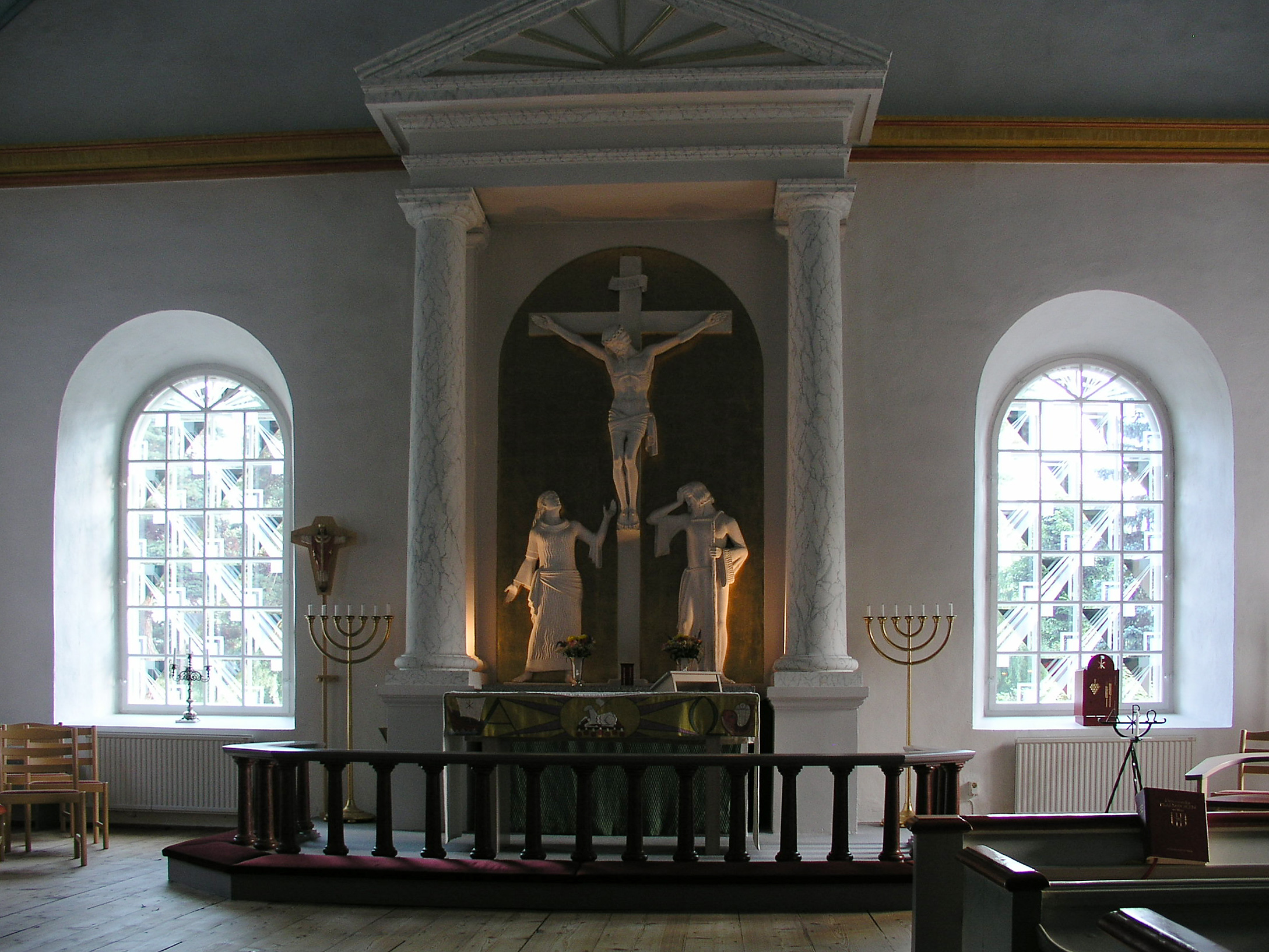
Altaret, utfört 1926 av Arvid Källström
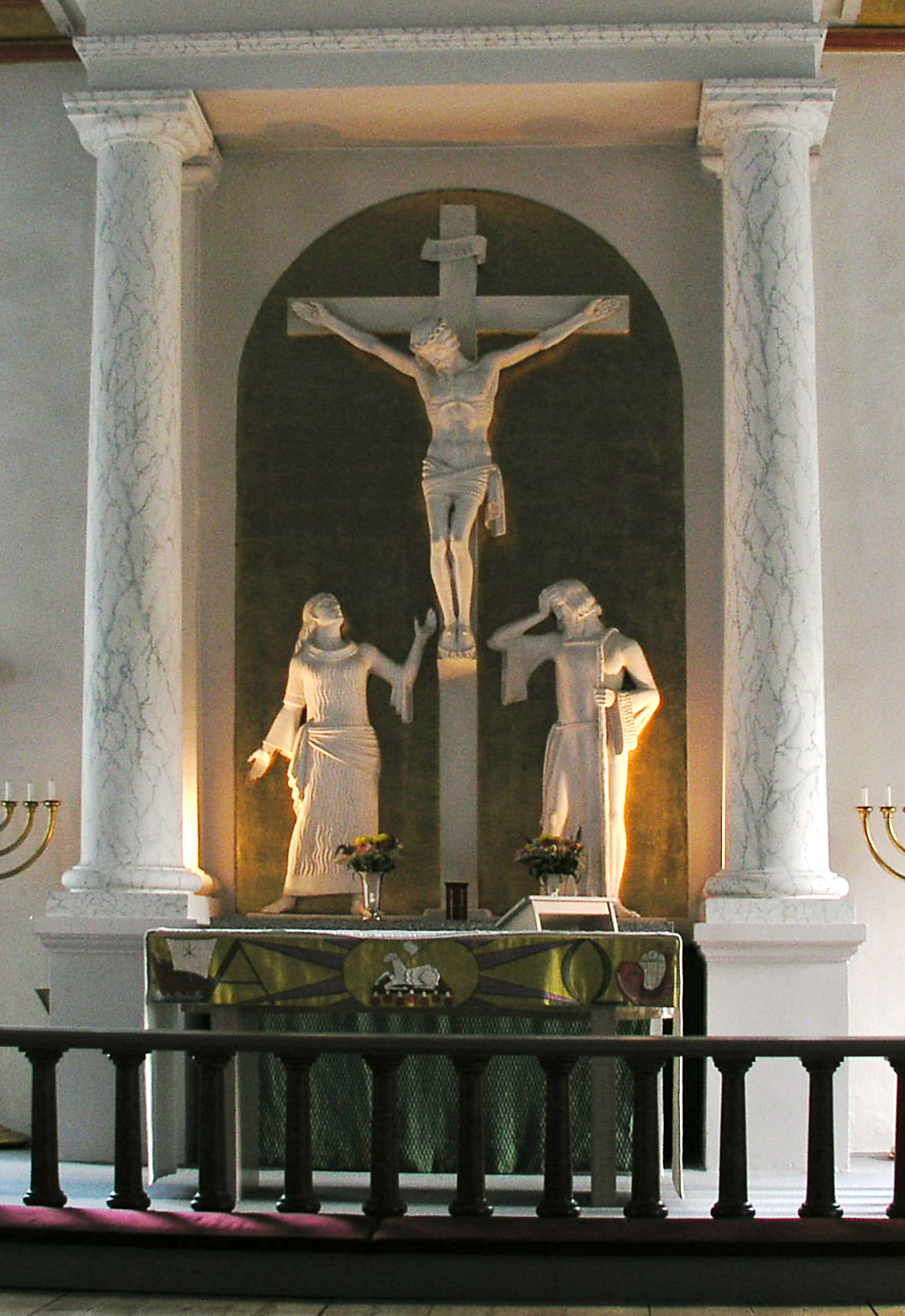
Altaret, närbild
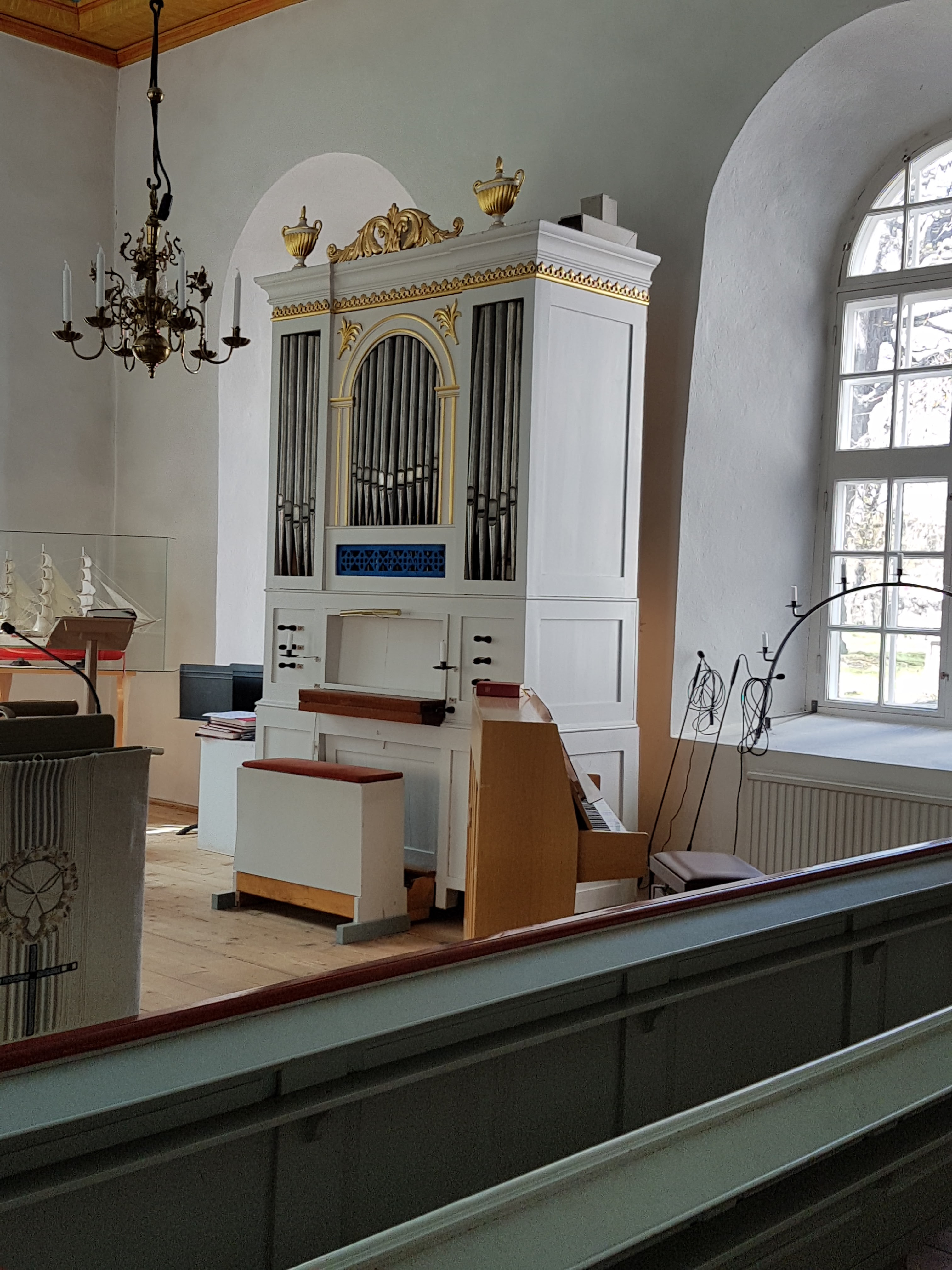
Kororgel

- Altare, Kristus på korset. Utförd 1926 av konstnären Arvid Källström
- Predikstol, från 1860-talet vid kyrkans tillkomst.
- Dopfunt, i röd granit från 1925. Huggen av stenhuggaren Oskar Myrbäck, Påskallavik.
- Fönstermålning av konstnär Monica Backström 1988
- Tabernakel för förvaring av konsekrerade oblater.Tillverkad 1986 av Allan Lindholm, Oskarshamn
- Votivskepp. Hänger under läktaren, Tillverkad på 1800-talet av Timmerman Vestin, Påskallavik
- Votivskepp av fullriggaren Vega, tillverkad och skänkt 1989 av Ossian Karlsson, Påskallavik
- Skulptur föreställande Johannes Döparen, av Arvid Källström. Tillverkad på 1920-talet.
- Gipsrelief föreställande Jesu liv, inköptes 1936 för insamlade medel. Tillverkad av skulptör Arvid Källström
- Oljemålning av Jean Jouvenet, föreställande Abrahams offrande av Isak. Gåva till kyrkan 1948 av Signe Borgqvist.
- Oljemålning. Föreställande "den unge Johannes Döparen." Gåva av Signe Borgqvist
- Oljemålning. Föreställande Korsnedtagningen, gåva 1970 av Ragnar Örns Sterbhus.

## Kyrkklockorna
Det var den 3 februari 1895 som de båda kyrkklockorna togs i bruk. Storklockan har följande inskription: "Hör Gud ännu sin nåd dig bjuder, se templets portar öppna sig. - Att hugfästa minnet af Gustaf II Adolf, protecstantismens höge beskyddare, beslöt Påskallaviks församling den 9 dec. 1894 pryda sitt tempel med dessa klockor, som gjutits af Göteborgs mekaniska verkstad." Lillklockans text lyder: "Kanske härnäst, när klockan ljuder, upplåtes grafvens port för dig. - I konung Oskar II:s 23 regeringsår, då Jonas Arbman var kyrkoherde, göts denna klocka af Göteborgs mekaniska verkstad." Innan kyrkan anskaffade dess klockor användes en järnklocka, som numera står i kyrkorummet.

## Mausoleum

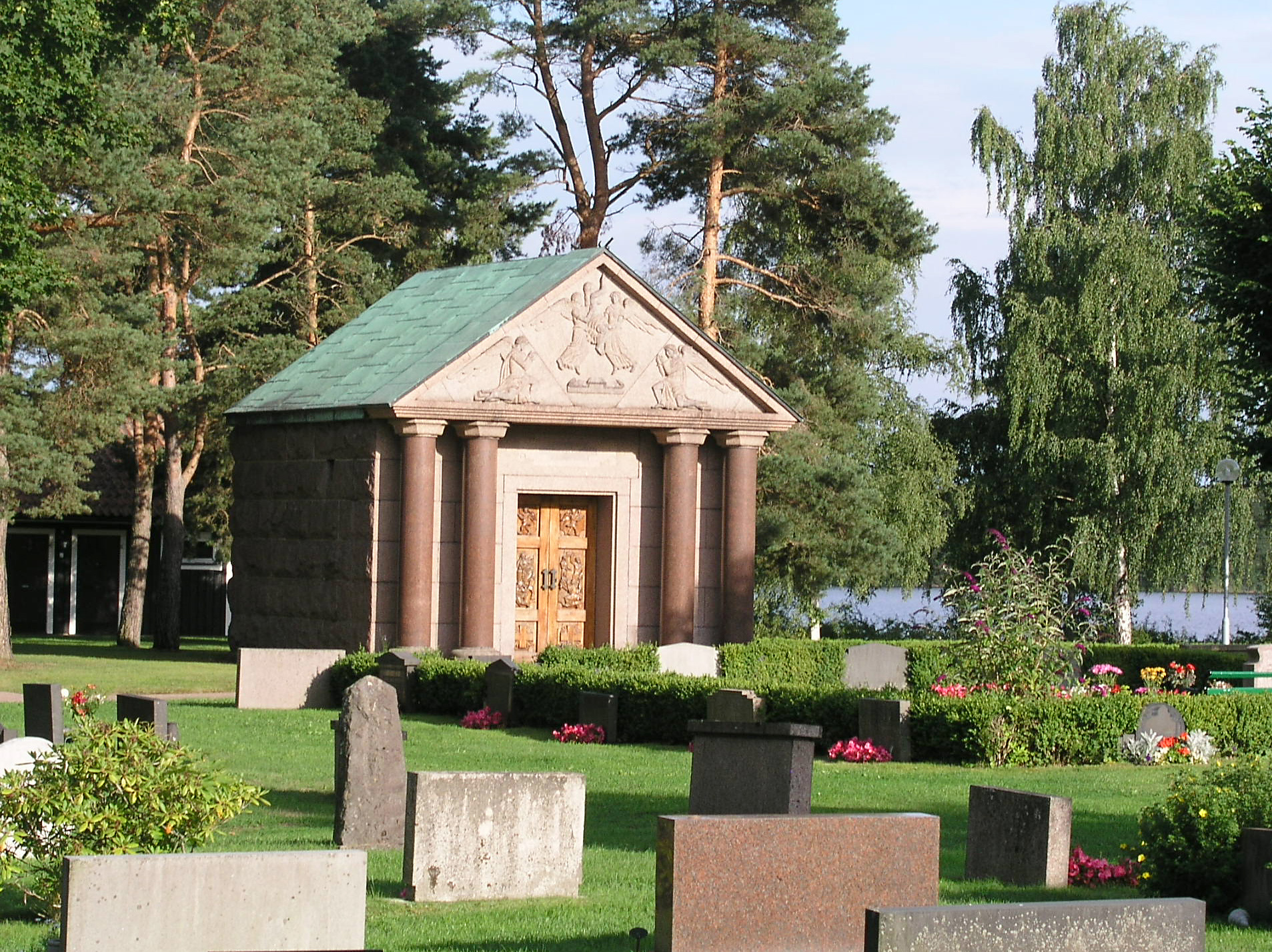
Mausoleet på Påskallaviks kyrkogård

På kyrkogården finns även ett Mausoleum i röd granit. Detta stod tidigare ofärdigt vid stenvillan i Vånevik, då det beställts av familjen Jähkel som där ägde stenhuggerifirman Stenzel & Co. När de sedermera gjorde konkurs inköptes mausoleet av familjen Örn på Påskallaviks herrgård, vilka idag vilar i mausoleet. Relieferna över porten är ritade av Arvid Källström, samt huggna av Oskar Myrbäck, likaså är dörrarna i ek av Källström. 

## Orglar

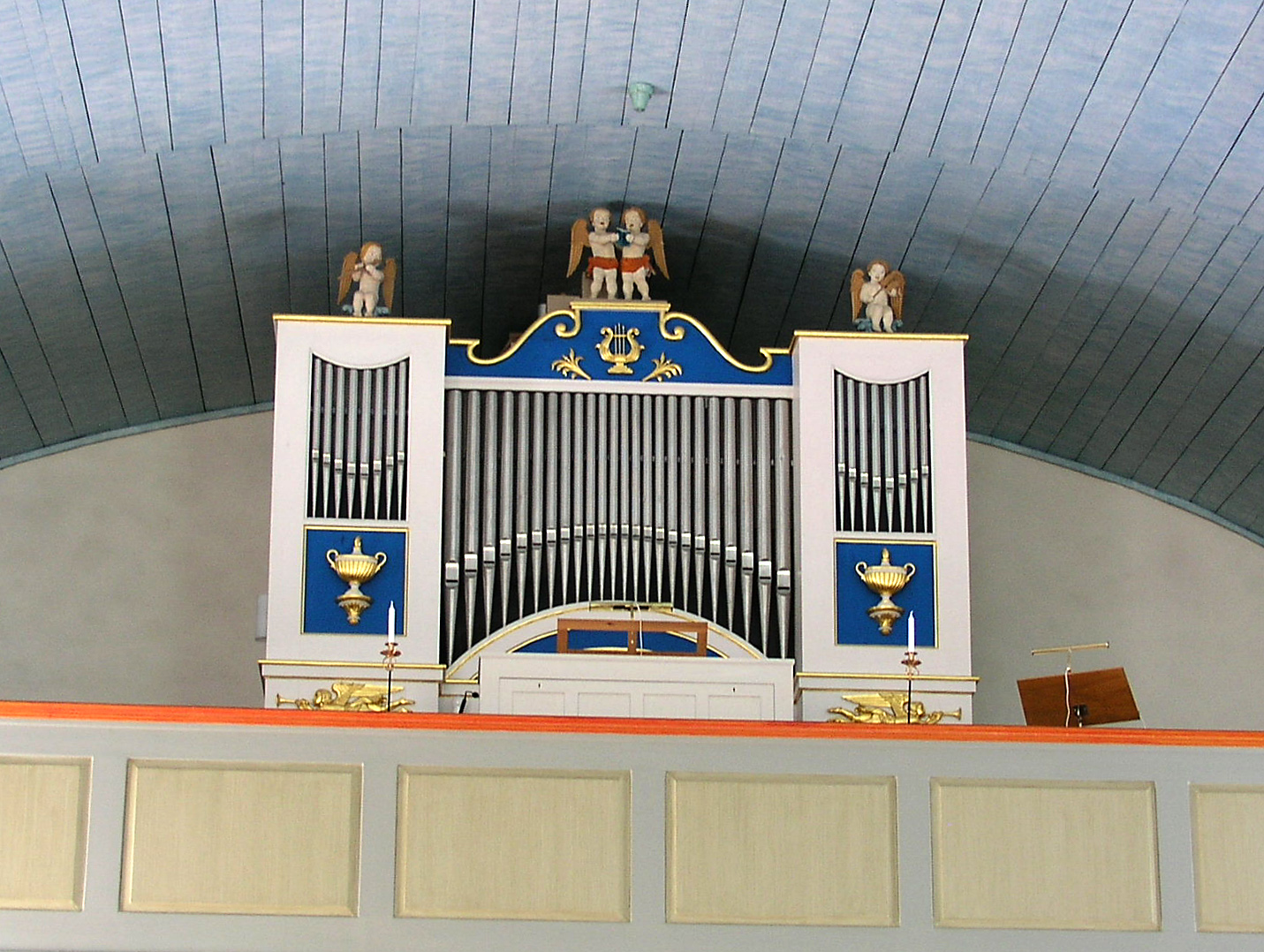
Nuvarande läktarorgel med fasad från 1931

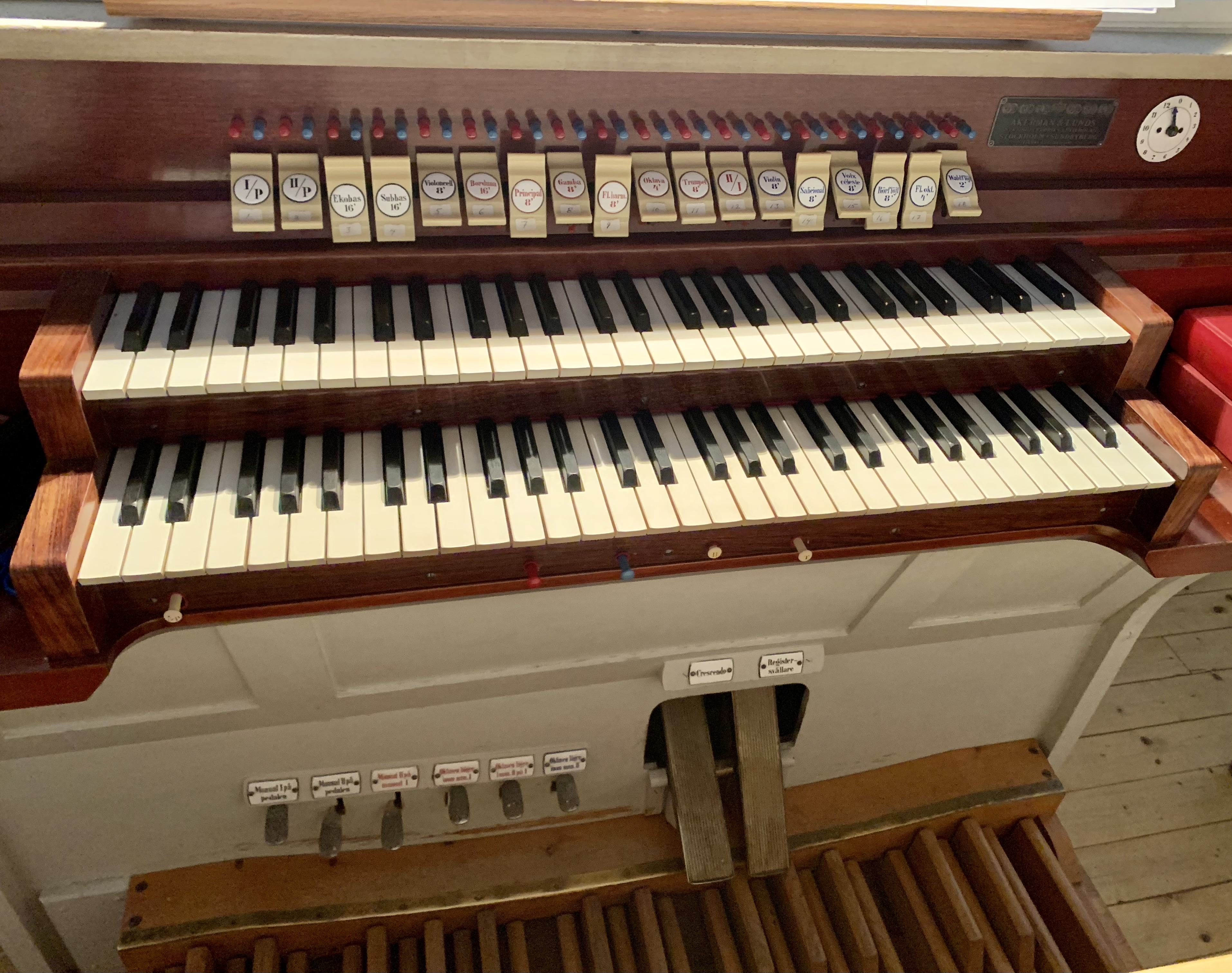
Läktarorgelns spelbord

- 1865 uppförde Johannes Magnusson, Nässja, ett mekaniskt orgelpositiv på läktaren.

Disposition:
| Manual C-f³      | Pedal C-f° |
| Gedackt 8’       | bihängd    |
| Fleut d’amour 8’ |            |
| Principal 4’     |            |
| Flaut 4’         |            |
| Octava 2’        |            |
| Trumpetto 8’ bas |            |

- 1931 tillverkade firma Åkerman & Lund, Sundbyberg, en pneumatisk orgel med 15 stämmor på 2 manualer och pedal. Tillhörande orgelfasad ritades av Arvid Källström. Magnussonpositivet flyttades till korets epistelsida.

Disposition:
| Huvudverk I C-g³    | Svällverk II C-g³   | Pedal C-f¹    | Koppel             |
| Borduna 16’         | Violin 8’           | Subbas 16’    | II/I               |
| Principal 8’        | Salicional 8’       | Ekobas 16’    | 4’ I/I             |
| Gamba 8’            | Voix céleste 8’     | Violoncell 8’ | 16’ II/I           |
| Flûte harmonique 8’ | Rörflöjt 8’         |               | 16’ II/II          |
| Oktava 4’           | Flûte octaviante 4’ |               | I/P                |
| Trumpet 8’          | Waldflöjt 2’        |               | II/P               |
|                     |                     |               | Fria kombinationer |
|                     | Crescendosvällare   |               | Registersvällare   |